# PicoJava
picoJava是一种微处理器规范，专門用于Java字节码的本地执行，並且无需解释器或即时编译。与带有Java虚拟机的标准 Intel CPU相比，PicoJava可以将字节码执行速度提高20倍。基于picoJava的微处理器还可以像RISC CPU 架构一样高效地执行C / C++代码。picoJava 规范不包含任何内存或I/O 接口逻辑，因此开发人员可以添加自己的逻辑来自定义内存和接口。picoJava 的开源版本已在FPGA中实现。 